# Panier de référence de l'OPEP
Le panier de référence de l'OPEP (ORB) est une moyenne pondérée des prix des mélanges de pétrole produits par les membres de l'Organisation des pays exportateurs de pétrole. Il est utilisé comme un brut de référence. L'OPEP a souvent tenté de maintenir le prix du panier de l'OPEP entre des limites supérieures et inférieures, en augmentant et en diminuant la production. Cela rend la mesure importante pour les analystes de marché. Le panier de l'OPEP, comprenant un mélange de produits de pétrole brut léger et lourd, est plus lourd que le Brent et le West Texas Intermediate.
Depuis le 1er janvier 2017, le panier de référence de l'OPEP se compose d'une moyenne pondérée des bruts suivants :
- Sahara Blend (Algérie)
- Girassol (Angola)
- Oriente (Equador)
- Rabi Light (Gabon)
- Iran Heavy (Iran)
- Basra Light (Irak)
- Kuwait Export (Koweït)
- Es Sider (Libye)
- Bonny Light (Nigeria)
- Qatar Marine (Qatar)
- Arab Light (Arabie saoudite)
- Murban (Émirats arabes unis)
- Merey (Vénézuela)